# 中井光次
中井 光次（なかい みつじ、1892年（明治25年）10月5日 - 1968年（昭和43年）4月9日）は、日本の政治家、内務官僚。大阪市長（第10・12代）。

## 経歴
静岡県出身。大阪府立市岡中学校6期、1917年に東京帝国大学卒業。内務省に勤務し、各府県の内務部長・警察部長を歴任。1936年4月1日から9月2日まで島根県知事（官選第32代）、同年9月3月から1945年9月7日まで大阪市助役を務める。
1945年9月8日から1946年12月13日まで第10代大阪市長を務める。1947年、第1回参議院議員通常選挙で当選（大阪府選出）、民主党、国民民主党に所属。1951年3月31日まで務めた。
その後第12代（公選2代目）大阪市長に当選（1951年4月25日 - 1963年3月23日）。その間、全国市長会の第5代会長（1952年11月20日 - 1954年6月18日）も務めた。1963年、大阪市助役及び市長に就任して公共の福祉に奉仕して実績を挙げたとして藍綬褒章。
1965年（昭和40年）春の叙勲で勲二等瑞宝章受章（勲四等からの昇叙）。
1968年4月9日死去、75歳。死没日をもって従四位から正四位に叙される。没後、市葬が行われた。

## 著書
- 『大阪港史』（全3巻） 中井光次・太田久治郎編、大阪市港湾局、1959年-1964年

## 関連書誌
- 『前大阪市長中井光次市葬記録』（大阪市市長室、1969年、135p、全国書誌番号:73003627、NDC：289.1、書誌ID：000001212598）